# Wöbs
Wöbs ist eine Ortschaft der Gemeinde Bosau im Kreis Ostholstein in Schleswig-Holstein mit ca. 120 Einwohnern.

## Geographie
Wöbs liegt etwa vier Kilometer südöstlich vom Hauptort Bosau und vom Großen Plöner See im Naturpark Holsteinische Schweiz. Im Süden und Westen ist die Ortsteilgrenze gleichzeitig die Kreisgrenze zum benachbarten Kreis Segeberg.
Nachbarorte sind Bosauer Ortsteile Bichel und Löja im Nordwesten, Hutzfeld im Nordosten und Hassendorf im Osten, der Ortsteil Sarau der Gemeinde Glasau im Südosten, sowie die Gemeinde Seedorf mit ihrer Siedlung Liethkaten im Süden und ihrem Ortsteil Weitewelt im Südwesten.

## Geschichte
Erstmals erwähnt wurde Wöbs 1156 als Wobize. Der Ort gehörte zu den Dörfern, die Bischof Gerold von Oldenburg, durch Heinrich dem Löwen veranlasst, vom Grafen Adolf II. von Holstein als zusätzliche Ausstattung seines Bistums erhielt. Einige Jahre später erwähnt der Geistliche Helmold von Bosau den Ort in seiner – wohl auf Anregung des Bischofs Gerold – um 1167 entstandenen Chronika Slavorum als eine kleine Ansammlung von Höfen. Weitere Schreibweisen des Ortes waren nachfolgend Wobese und Webese, bis sich schließlich Wöbs herausbildete.
Wöbs hatte laut einer im Februar 1819 im Bereich des Amtes Eutin durchgeführten Volkszählung 146 Einwohner, die sich auf 27 Haushalte verteilten.
Im Dezember 1895 gründeten 13 Einwohner der Ortschaften Bichel und Wöbs den „Verein zur Brandbekämpfung“, aus dem, 1979 um die Ortschaft Löja erweitert, die heutige „Freiwillige Feuerwehr Bichel-Wöbs-Löja“ entstand, die ihren Standort im Ortsteil hat. Bereits das erste Spritzenhaus wurde nahe dem Löschwasserteich vom Wöbs erbaut.
Die alte Schule in Wöbs wurde im Jahr 1977 zum Dorfgemeinschaftshaus umgebaut, das auch von den Schützen und der Feuerwehr genutzt wurde. Der geplante Verkauf war 2013 sehr umstritten.

## Wirtschaft und Infrastruktur

### Struktur
Wöbs ist ein landwirtschaftlich geprägter Wohnort mit fünf bäuerlichen Betrieben.

### Öffentliche Einrichtungen
Am nordwestlichen Ortsrand befindet sich der Standort der Freiwilligen Feuerwehr Bichel-Wöbs-Löja.

### Verkehr
Der Ort wird von der Landesstraße 161 an das überörtliche Straßenverkehrsnetz angebunden, von der im Ort eine örtliche Straße Richtung Bichel abzweigt.